# Kirke Sonnerup Sogn
Kirke Sonnerup Sogn 
ist eine Kirchspielsgemeinde (dän.: Sogn)
auf der Insel Sjælland in Dänemark.
Bis 1970 gehörte sie zur Harde Voldborg Herred im damaligen Københavns Amt (bis 1808: Roskilde Amt), danach zur Bramsnæs Kommune im „neuen“ Roskilde Amt, die im Zuge der  Kommunalreform zum 1. Januar 2007 in der Lejre Kommune in der Region Sjælland aufging.
Im Kirchspiel leben 1441 Einwohner, davon 916 im Kirchdorf (Stand: 1. Januar 2023).

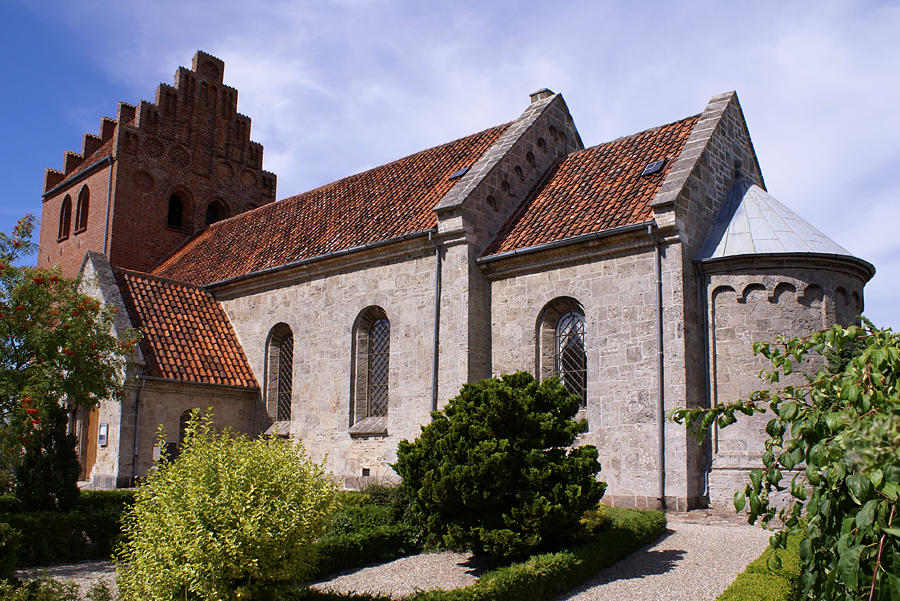
Sonierup Kirke

Im Kirchspiel liegt die „Sonnerup Kirke“.
Nachbargemeinden sind im Nordosten Rye Sogn und im Südosten Kirke Saaby Sogn ferner in der westlich gelegenen Holbæk Kommune im Südwesten Soderup Sogn, im Westen Tølløse Sogn und im Nordwesten Ågerup Sogn.